# Новониколаевское крупчато-мукомольное товарищество
«Новониколаевское крупчато-мукомольное товарищество» (первоначально — «Торговый дом Т. С. Лобастов и В. С. Корольков») — товарищество, созданное в 1902 году в Новониколаевске.

## История
В 1902 году в Новониколаевске было образовано товарищество на вере «Торговый дом Т. С. Лобастов и В. С. Корольков».
Товариществу принадлежала пятиэтажная мельница с 15 вальцевыми станками, оснащённая паровой машиной в 350, а потом и 558 лошадиных сил. К ней было проведено электрическое освещение и проложены железнодорожные пути.
В первый период существования торговый дом испытывал сложности в отношениях с Кабинетом Его Императорского Величества, который отклонял просьбы о выкупе арендованной товариществом территории.
С 1911 года компания стала называться «Новониколаевское крупчато-мукомольное товарищество».

## Деятельность
Деятельность товарищества определялась как «паровая механическая мельница, оптовая и розничная хлебная торговля». Зерно для переработки закупалось преимущественно на Алтае.

## Финансовые показатели
Основной капитал на 1 ноября 1909 года составил 315 000 рублей, в ноябре 1910 года этот показатель достиг 545 000 рублей.
В 1914 году сумма производства составила 2,9 млн рублей.

## Участники
- Т. С. Лобастов — крестьянин Покровской волости Барнаульского уезда Томской губернии, директор-распорядитель, 30 паёв на 150 000 рублей.
- В. С. Корольков — крестьянин Верх-Ануйской волости Бийского уезда Томской губернии, директор, 22 пая на 110 000 рублей.
- О. А. Леншкевич — дворянка, жена статского советника, 44 пая на 220 000 рублей.
- В. И. Жернаков — купец 2-й гильдии, 5 паёв на 25 000 рублей, в 1912 году вошёл в состав директоров.
- А. В. Зорина — барнаульская мещанка, 5 паёв на 25 000 рублей.
- К. Ф. Леншкевич — дворянин, действительный статский советник.
- С. Г. Корольков — крестьянин Верх-Ануйской волости Бийского уезда Томской губернии.
- И. Ф. Корольков — крестьянин Верх-Ануйской волости Бийского уезда Томской губернии[1].

## Отделения
У компании были отделения в ряде сибирских городов: Иркутске, Нижнеудинске, Сретенске, Чите, своё представительство располагалось в конторе М. П. Севостьянова в Красноярске. В Иркутске и Томске имелись склады.